# バースィル・アサド
バースィル・アサド（アラビア語: باسل الأسد、Bāsil al-‘Asad、1962年3月23日 – 1994年1月21日）は、シリア人のエンジニア、軍人、政治家。シリア・アラブ共和国の第4代大統領ハーフィズ・アル＝アサドの長男であり、第5代大統領バッシャール・アル＝アサドの兄である。
1984年以後、ハーフィズの後継者として最も有力視されていたが、1994年に自動車の事故により亡くなった。
なお、باسل الأسد という名前は、定冠詞を省略せずフスハー風にカナ転写する場合、バースィル＝ル＝アサドなどと転写する。同じく定冠詞を省略せずアーンミーヤ、レバント方言風にカナ転写する場合、バーセル＝ル＝アサドなどと転写する。英語等、ラテン文字の文献は、Bassel al-Assad の表記が多いが、Basil 表記もある。没後は「殉死者バースィル」（バースィルル・シャヒード）と呼ばれた。

## 前半生

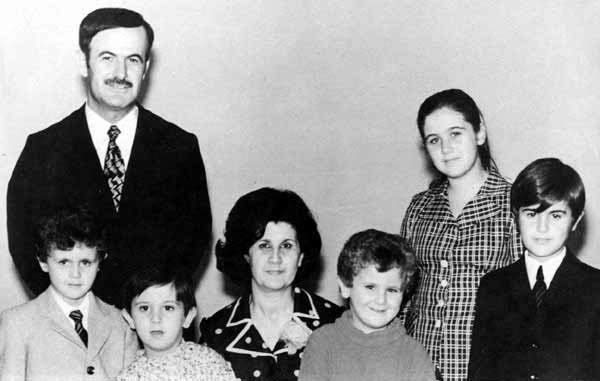
アサド家、1970年代

バースィルは1962年3月23日に生まれた。土木技師として経験と学識を積み、軍事学の分野で PhD を取得した。

私たち兄弟は家で父には会いましたが、父はとても忙しかったので、3日間、父とまったく言葉を交わさないということもよくありました。私たちは朝食や夕食を父と一緒に食べたことがありません。昼食なら1, 2回は家族として一緒に食べたことがあるかもしれませんが、よく覚えていません。たぶんそれは国務省が関与しているでしょう。夏になると必ず家族でラーザキーヤ（ラタキア）へ行き、1, 2日、そこで過ごしましたが、そのときでさえも、父は事務室で長時間仕事をし、私たちと顔を合わす時間は少なかったですね。
—Bassel al-Assad,1988年にジャーナリストのパトリック・シールのインタビューに答えたもの。

バースィルはシリア陸軍に入隊後、特殊部隊に配属され、空挺兵になるための訓練を受けた。その後、ソ連軍事アカデミーでも訓練を受け、機甲師団に入団した。めざましい昇進ですぐに少佐になり、さらに共和国防衛隊の一部隊の隊長になった。

## 父の後継者候補として
大病を患った父のハーフィズが1984年に復帰すると、バースィルは父に付き添うようになった。もともとは、バースィルの叔父のリファアト・アリー・アサドがハーフィズの後継者として選ばれていたが、リファアトは、1984年にハーフィズが心臓病で一時意識不明になっていた間に政権奪取を試み、そして失敗したため、国外追放になった。この事件以来、バースィルに帝王学が授けられるようになった。
バースィルは1987年にはシリア国内で広くその名が知られるようになった。この年、彼は障害飛越の馬術選手として大会に出場し、いくつかのメダルを獲得した。バースィルの見事な馬さばきをシリア・バアス党の機関紙は称揚し、バースィルを「黄金の騎士」と呼んだ。バースィルはまた、車好きでも知られ、友人たちにはカリスマと指導力があると言われていた。バースィルは、すぐに大統領保安室の室長（Head of Presidential Security）に任命された。1989年にはシリア・コンピュータ・ソサエティの立ち上げも行っている。この組織は後に弟のバッシャールが会長に就任することになる。
ハーフィズは1990年代前半に、バースィルをシリアの次期大統領に据えるべく、種々の努力を払った。例えば、1991年の大統領選でハーフィズが再選に成功すると、大統領は新聞などで「アブー・バースィル」（バースィルの親父どの）のクンヤで呼ばれるようになった。また、ハーフィズは息子をサウジアラビア国王ハファドやヨルダン国王フセインなどアラブや欧州の政治指導者に引き合わせた。バースィルはヨルダン国王フセインの息子たちと非常に親しい間柄になった
バースィルはレバノンの諸問題に重要な役割を担い、レバノンのすべてのセクトに顔を覚えられるようになった。また、政府内の汚職を一掃するキャンペーンへの取り組みが大々的に報道されたり、国軍への政府の影響力を示すためのレセプションに軍服を来て出席したことが頻繁に報道されたりした。

## 私生活

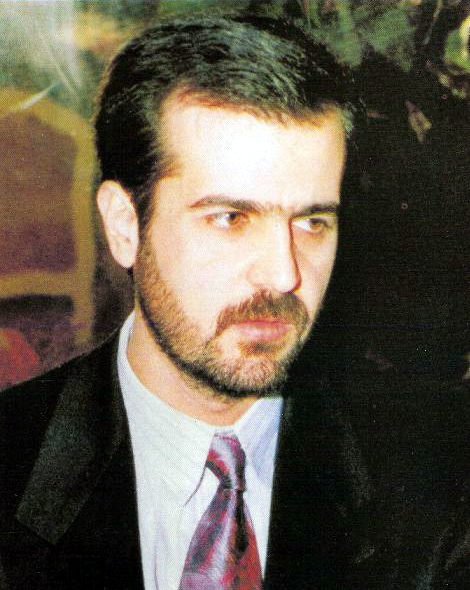
バースィル・アサド

バースィルはフランス語とロシア語を流暢に話せたといわれている。アメリカの外交用公電から漏洩した情報によると、彼はレバノン人女性 Siham Asseily と親密であったとされる。アセイリーは後に、レバノン人ジャーナリストで議員にもなったジブラーン・トゥエイニーと結婚した女性である。
元CIA長官のマイケル・ヘイデンは、小説『ゴッド・ファーザー』の登場人物ソニーにバースィルをなぞらえて、次のように述べた。「婚姻と助け合いの絆によって固く結ばれているマフルーフ家とともに、アサド家がシリアを支配する中で彼らがたびたび犯罪に手を染め、残忍な所業を犯していることは疑いもない」
1993年に馬術競技におけるバースィル・アサドのライバルであったアドナーン・カサルという選手が突然逮捕され、裁判等を十分に受けることなく刑務所へ送られた。容疑は爆発物所持であった。カサルは前年の馬術大会でバースィルよりも高得点を得て優勝していた。カサルは21年後の2014年に解放された。

## 交通事故死
1994年1月21日の早朝、バースィルは、メルセデス・ベンツを運転して空港への道を急いでいたところ、高速道路上の環状交差点に衝突して事故死した。ドイツ行きの航空機に乗るためダマスカス国際空港へ向かう途中であり、衝突当時は道路上に霧がかかっていた。バースィルはシートベルトを装着しておらず、即死だった。メルセデスにはハーフィズ・マフルーフ（母方の従兄弟）が同乗しており、怪我をしたため病院で手当てを受けた。後ろの席に運転手（ショファー）も乗っていたが、無傷だった。
バースィルの遺体はアサド大学病院に運び込まれ、後にカルダーハに埋葬された。バースィルの霊廟には、後に父ハーフィズも埋葬された。

## 没後

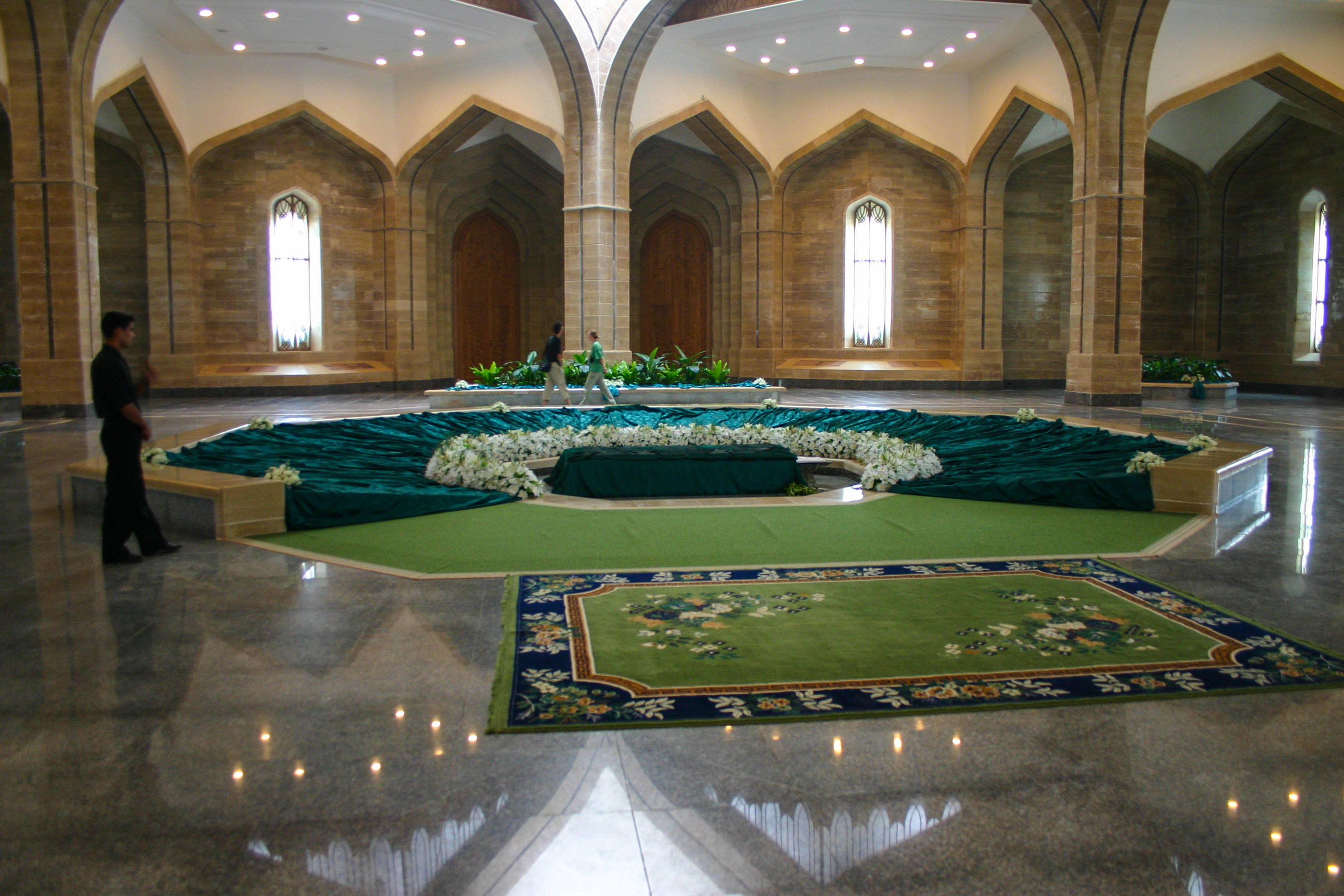
カルダーハのアサド霊廟

バースィル・アサドの事故死を受けて、シリア中の商店や学校や政府機関が3日間、喪に服すため、休みになった。高級ホテルではアルコールの販売が自粛された。バースィルは国により「国と国家のシャヒード、若者のシンボル」として扱われた。
故人を顕彰するため、たくさんの通りや広場の名前に「バースィル」とつけられた。新しいスイミングプール、病院、スポーツクラブ、軍事アカデミーの名前にも用いられた。地中海に面したラーザキーヤ（ラタキア）の空港も、「バースィル・アル＝アサド国際空港」と名づけられた（後に当空港と一部施設を共用する形で、フメイミム空軍基地が建設された）。21世紀現在でもシリアの各所でバースィルの銅像や、父と弟と一緒に描かれた看板を見ることができる。
バースィルが亡くなったことにより、兄ほどには知名度が高くなかった弟のバッシャール・アサドが次期大統領に有力と目されるようになった。バッシャールは当時、ロンドンで眼科医になるため研鑽を積んでいるところであった。バッシャールは父の死後、2000年6月10日に大統領に就任した。バースィルの知名度は円滑な権力移行を確かなものにした。ハーフィズが亡くなった後「バースィルは例示、バッシャールは未来」（"Basil, the Example: Bashar, the Future."）といったスローガンが使用された。